# بیمارستان فوق تخصصی دولتی تامیل نادو
بیمارستان فوق تخصصی دولتی تامیل نادو (به انگلیسی: Tamilnadu Government Multi Super Speciality Hospital) یک بیمارستان فوق تخصصی چهل تخت خوابی در شهر چنای هند است. این بیمارستان در املاک دولتی عمان دورار در خیابان آناسالای قرار دارد و در ماه فوریهٔ سال ۲۰۱۴ افتتاح شد. این بیمارستان شبیه گروه All India Institute of Medical Science (AIIMS) در دهلی نو است و با هزینهٔ ۱٬۴۳۱٫۴میلیون افتتاح شد.
این ساختمان در اصل به عنوان مجلس شورای ملی تامیل نادو و مجتمع دبیرخانه در سال ۲۰۱۰ ساخته شد تا سالن مجلس، دفتر و دبیرخانهٔ وزیر و اعضای کابینه را جای دهد. بعدها این مجموعه به بیمارستان فوق تخصصی تبدیل شد.

## تاریخچه
ساخت مجتمع جدید مجلس به ۱۹۸۳ برمی گردد که‌ام. جی. راماچاندران وزیر کل بود. او ایدهٔ ساخت مجلسی روبروی ساحل مارینا را داد و حتی طی دوران کم‌آبی شدید شهر چنای، پیشنهاد جابجایی به شهر تیروچیراپالی را نیز داد. این ایده دوباره در سال ۲۰۰۲ و وزارت جی. جایالالیتا بیان شد. او در مجلس عنوان کرد که دولت در شهر مامالاپورام، زمینی به وسعت ۲۰۰۰ هکتار را برای شهرکی اداری اختصاص داده است. بعدها گفته شد که این شهرک پیشنهادی، در شهر تیروویدانتای و روستاهای تایور در چها کیلومتری جنوب چنای احداث خواهد شد. در ماه ژانویهٔ ۲۰۰۳، ادارهٔ توسعهٔ شهری چنای (CMDA) برای بررسی امکان اجرای پروژهٔ شهرک اداری، با انجمن توسعهٔ ساخت و ساز مالزی توافقی امضاء کرد. پس از آن، جایالالیتا به مجلس خبر داد که ساخت شهرک اداری ۱۵ تا ۲۵ سال به طول می‌انجامد و دبیرخانه طی دو سال به مکان خالی واقع در آنطرف ساحل مارینا منتقل خواهد شد. در اصل، محوطهٔ دانشگاه لیدی ویلینگدون انتخاب شده بود، اما از آنجا که این محوطه (تقریباً ۱۵ هکتاری) نامناسب تشخیص داده شد، نخست وزیر در ماه آوریل ۲۰۰۳، پیشنهاد احداث ساختمان مجلس جدیدی در محوطهٔ ۳۰ هکتاری دانشگاه کوئین مری را عنوان کرد که به دلیل مخالفت احزای سیاسی و دانشجویان دانشگاه، رد شد.
پنج ماه بعد، دولت تصمیم به احداث دبیرخانه درمحوطه‌ای به وسعت ۴۳ هکتاردر کوتورپورام گرفت که متعلق به دانشگاه آنا، دانشگاه مدرس و مرکز اطلاعات دولتی ایالت بود. صرف نظر از اعطای مجوز جمع‌آوری بودجه، کار انتخاب معمار و پیمانکار ساخت و سازبه CMDA واگذار شد. در زمان اعلام این پیشنهاد، ام. کی. استالین به دانشگاه رفت و از اعتصاب دانشججویان حمایت کرد. در ماه اکتبر همان سال، جایالالیتا کلنگ احداث این پروژه را زد و هفت ماه بعد، روی این پروژه تجدیدنظر شد.
در ماه می ۲۰۰۷، وقتی مجلس جشن اعلام پنجاه سالگی همکاری وزیرکل، ام. کی. کارونانیدای با قوهٔ مقننه را می‌گرفت، پیشنهاد ساخت مجتمه دبیرخانه مجلس مطرح شد. کارونانیدای کلنگ احداث آن را در ماه ژوئن ۲۰۰۸ زد و پنج ماه بعد رسماً به پیمانکاران واگذار شد.
این ساختمان که برای مجلس شورای ملی ساخته شده بود، در ماه مارس ۲۰۱۰ توسط وزیرکل هند، مانموهان سینگ، افتتاح شد. در زمان افتتاح، ساختمان هنوز ناتمام بود. گنبدی موقت با هزینهٔ ۳۰ میلیون برای افتتاح سازه ساخته شد. بعدها این گنبد برداشته شد تا گنبد اصلی با هزینهٔ ۲۵۰ میلیون ₹ ساخته شود. غذاخوری با تهویه‌ای مطبوع به مساحت ۳۲۰۰ متر مربع برای ۲۰۰ نفر در طبقه سوم بلوک A مجتمع طراحی شد.

## ترک و تبدیل سازه به بیمارستان
آخرین جلسه در ساختمان مجلس قدیمی خیابان فورت سنت جورج در ۱۱ ژوئن ۲۰۱۰ توسط حزب دولتی DMK سابق برگزار شد و وقتی دولت AIADMK در می ۲۰۱۱ به قدرت رسید، ساختمان خالی شد و مجلس به ساختمان سابق قوه مقننه در خیابان فورت سنت جورج برگشت. در آگوست ۲۰۱۱، وزیر کل، جایالالیتا در مجلس اعلام کرد که بلوک A در مجتمع دبیرخانه جدید، که توسط رژیم سابق DMK ساخته شدف به بیمارستان فوق تخصصی و بلوک B به دانشگاه پزشکی دولتی تبدیل خواهند شد. کار تبدیل ساختمان به بیمارستان فوق تخصصی در فوریه ۲۰۱۳ و پیرو تأیید دادگاه ملی سبز شروع شد. این تغییرات با توجه به نیازهای بیمارستان انجام شد.

## افتتاح بیمارستان
بیمارستان شش طبقه در فوریه ۲۰۱۴ افتتاح شد که شامل چهار بخش پزشکی: قلب و عروق، مغزو اعصاب، انکولوژی درمانی و نفرولوژی و پنج بخش جراحی: قلب، اعصاب، دست و جراحی‌های ترمیمی کوچک، عروق و جراحی انکولوژی و نیزیک کلینیک روش زندگی برای یوگا و درمان‌های طبیعی بود. این بیمارستان با ۴۰۰ تخت خواب افتتاح شد و توانایی ۵۰۰ تخت خواب را دارد.

## هزینه‌ها و اصلاحات
در ابتدا، هزینه کلی تقریباً ۷۰۲۰ میلیون قلمداد شد، هزینه ساخت بلوک A، ۴۲۵۵٫۷ میلیون و بلوک B، ۲۷۹۵٫۶ میلیون بود. هزینه اصلاحات در فوریه ۲۰۱۱ نیز بالغ بر ۱۰۹۲۰ میلیون بود. این افزایش هزینه‌های برآورد شده برای کارهای اضافی، تغییرات دکور، افزایش ارتفاع زیرزمین بلوک A و اجرای اقدامات ایمنی حریق و تعیین هزینه پروژه بود.
در ژوئن ۲۰۱۴، دولت مبلغی حدود ۲۶۹٫۳ میلیون را برای کارهای داخلی و مبلغ ۷۶۰٫۴ میلیون را برای خرید تجهیزات و لوازم پزشکی، ۲۰ میلیون برای ریشه کنی حشرات و ۶۸٫۶ میلیون برای اتمام گنبد و طراحی روشنایی طبیعی تخصیص داده شد.

## کروکی محل
بیمارستان در انتهای غربی ایالت دولتی عمان دورار در شهر آناسالی قرار دارد و در نزدیکی خطوط راه‌آهن MRTS است که نزدیک‌ترین ایستگاه راه‌آهن چینتادریپت است.

## طراحی
این مجموعه توسط شرکت معماری GMP آلمان طراحی شد که با مشارکت مینهارد وان گرکان و ولکوین مارگ در برلین پایه‌گذاری شده‌است. ساخت مجلس جدید به شرکت ساخت وساز و صنایع شرق ساحلی واگذار شد. بنا با گنبدی به ارتفاع ۳۰ متر و ۴۵متر قطر دارای چهار حیاط مدور است و این طراحی یاداور خصوصیات ساختاری مجتمع‌های معبد دراویدی در جنوب هند است. گنبد از روی Draupadi Ratha در شهر مامالاپورام طراحی شده و شبیه بالای طاق معبد تامیل است. مجتمع دو بلوک دارد: بلوک A و B. هفت طبقه در بلوک A به بیمارستان تعلق دارد. دیوار مانع (بافلی) در سه لایه ساخته شد و به صورت سازه‌ای مدور به ارتفاع ۱۰۰ فوت ساخته شد.
در ماه دسامبر ۲۰۰۹ ساخت هفت طبقه بلوک B با تخمین بودجه اولیهٔ ۲۷۹۵٫۶ میلیون شروع شد. انتظار می‌رفت که در ۱۸ ماه ساخت آن تمام شود، اما هنوز ادامه دارد.
پایهٔ بلوک A 930297 فوت مربع (۸۶۴۶۰ مترمربع) است و پایهٔ بلوک B 743900 فوت مربع است. گنبد با سنگ ساخته شده و با شیشه محصور شده‌است و به عنوان اجزای اصلی عمل می‌کنند. درآغاز، پارکی در طبقه پنجم مجتمع دبیرخانه، که قرار بود مجلس باشد، ساخته شد.

## امکانات بیمارستان
امکانات شامل ۱۴ تالارسخنرانی، آزمایشگاه‌ها، سی‌تی اسکن و MRI است. پس از اتمام کار، ساختمان دو بلوک، بیمارستان و دانشگاه با هشت بخش خواهد بود. بیمارستان ۴۰۰ تخت خوابی نیز سالن کنفرانس ۵۰۰ نفری خواهد داشت. همچنین دارای سیستم اطلاعات مدیریت بیمارستانی با ظرفیت ذخیرهٔ ۶۰ ترابایتی بری ذخیرهٔ اطلاعات بیمار خواهد بود که شامل تحقیقات و درمان‌ها است. امکانات دیگر شامل دو کاتتریزاسیون با تصویربرداری تشخیصی برای قلب و مغز، اورژانسی نزدیک ورودی ساختمان، اتصال WiFi، بوسترهای سیگنال تلفن همراه، دستگاه‌های برقی در هر طبقه و محوطه و ۱۵۰ دوربین مداربسته است. بخش‌های مراقبت ویژه دارای هفتاد تخت الکتروهیدرولیکی با صفحه نمایش دیجیتالی است. در هر طبقه، ۱۰ محل آشامیدن آب وجود دارد که از دستگاه اسمزی معکوسی با ظرفیت ۶۰۰۰ لیتر آب در ساعت تهیه می‌شود که با نرم‌افزار نظارت از راه دور عمل می‌کند.

## مجادله
ساختمان خیلی سریع ساخته شد تا در سال۲۰۱۰ افتتاح شود و موجب بروز انتقاداتی از طرف سیاستمداران مخالف شد. دو دعوای قضایی عام‌المنفعه اقامه شد و نگرانی‌ها دربارهٔ امنیت سازه بالا گرفت. دادگاه هردو دادخواست را رد کرد.

## جزئیات
مجتمع اصلی در منطقه‌ای ساخته شده که دستگاه روغن گیری در کنار ساختمانی قدیمی نگهداری می‌شده. این دستگاه به عنوان نمادی از رنج مردم طی مبارزات آزادی خواهانه V.O.Chidambaram Pillai(1872-1936) نگهداری می‌شد. او یکی از مشاهیر جنبش ملی در طی دوران پیش از گاندی است و وقتی زندانی زندان کویمباتور بود، مجبورش کردند تا با آن کار کند. سی و شش سال قبل، این دستگاه روغن گیری از زیر خاک بیرون کشیده شد و در چنای به معرض نمایش قرار گرفت. در اواخر دهه ۱۹۹۰، دستگاه روغن گیری به مجتمع Mandapam گاندی فرستاده شد.